# Cosseria
Cossèria ( Kusèria o Cosceria in dialetto valbormidese Scosceia in ligure, Cossèria in piemontese) è un comune italiano di 1 022 abitanti della provincia di Savona in Liguria. La sede comunale è ubicata nella località di Chiesa.

## Geografia fisica
Il centro agricolo di Cosseria è ubicato lungo il versante settentrionale dell'Appennino ligure, sulla dorsale appenninica della val Bormida, presso lo spartiacque della Bormida di Millesimo e la Bormida di Spigno.

## Storia

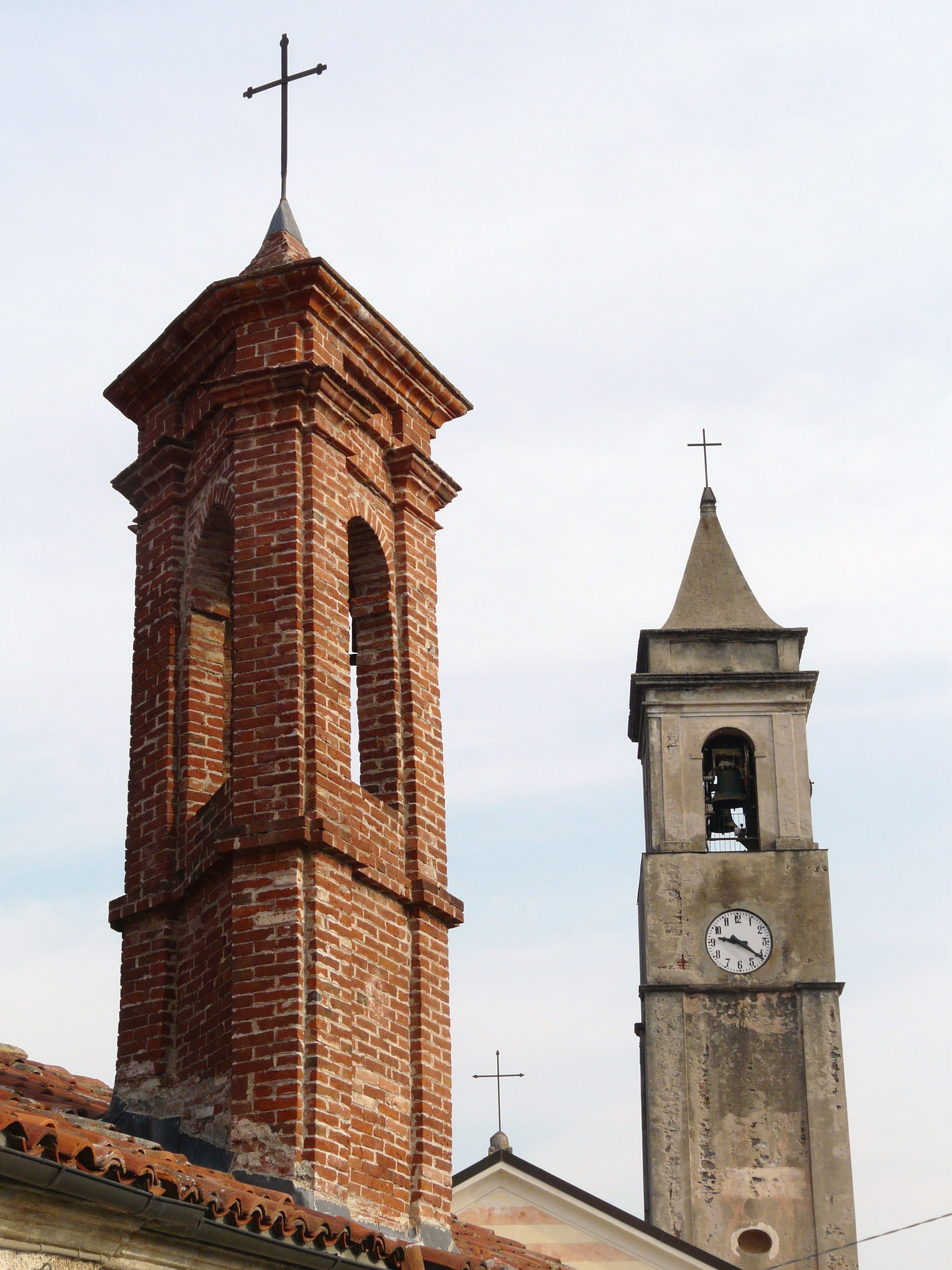
I due campanili dell'oratorio e della parrocchiale

Forse già abitato in un'epoca più antica, il borgo venne incluso nella Marca Aleramica con il diploma di Ottone I di Sassonia nel 967, la prima citazione ufficiale di Cosseria (Crux ferrea, dalla presenza di una croce sul Montecala, ai confini delle diocesi di Alba e Mondovì). Cosseria è citata ancora nel 991 nell'atto di fondazione dell'abbazia di San Quintino di Spigno Monferrato: qui erano ubicati sette poderi ("mansi") assegnati ad essa. Ulteriori citazioni del borgo e della locale pieve (plebem Cruce Ferree) sono databili al 998, 999 e 1014 e tutte si riferiscono alla conferma della tassa da versare al vescovo di Savona con decreti imperiali di Ottone III ed Enrico II.
Divenuto quindi dominio di Bonifacio del Vasto dal 1091, quest'ultimo donò alcune terre tra Cosseria, Carcare, Millesimo (e forse anche Biestro, presso Pallare) all'abbazia di Ferrania nel 1111.
Le terre passarono quindi ai marchesi Clavesana nel XII secolo e, successivamente, alla famiglia Del Carretto.
Nel 1262 il villaggio e il locale castello furono occupati e presidiati da Carlo d'Angiò, ma quotidianamente assediati dall'esercito della Repubblica di Genova per circa un anno. Rientrato nelle terre del Marchesato di Finale, il borgo di Cosseria fu inserito nel terziere di proprietà di Corrado Del Carretto (1268) a cui venne assegnata l'intera alta val Bormida; nel 1276 le terre verranno ulteriormente divise in tre comproprietà tra i rappresentanti delle famiglie Del Carretto.
Nel 1393 fu ceduto al Marchesato del Monferrato. Il castello, per la paura o per prevenire l'occupazione francese, fu demolito nel 1553 da parte del commissario imperiale Gerolamo Sacco di Ceva, per ordine del governatore Ferrante I Gonzaga. Interessato da guerre di successione e dominio tra il marchesato monferrino e il Ducato di Milano tra il 1431 e il 1434, solo con il cessare degli scontri i paesi della val Bormida poterono scegliere a quale potere appartenere: il feudo di Millesimo, con alle dipendenze anche Cosseria, si schierò verso il ducato milanese anche se la metà del territorio rimase saldamente nelle mani dei marchesi del Monferrato. Dal 1536 rientrò nel "feudo imperiale" di Millesimo e quindi nella successiva contea, quest'ultima riconosciuta dall'imperatore Carlo V.

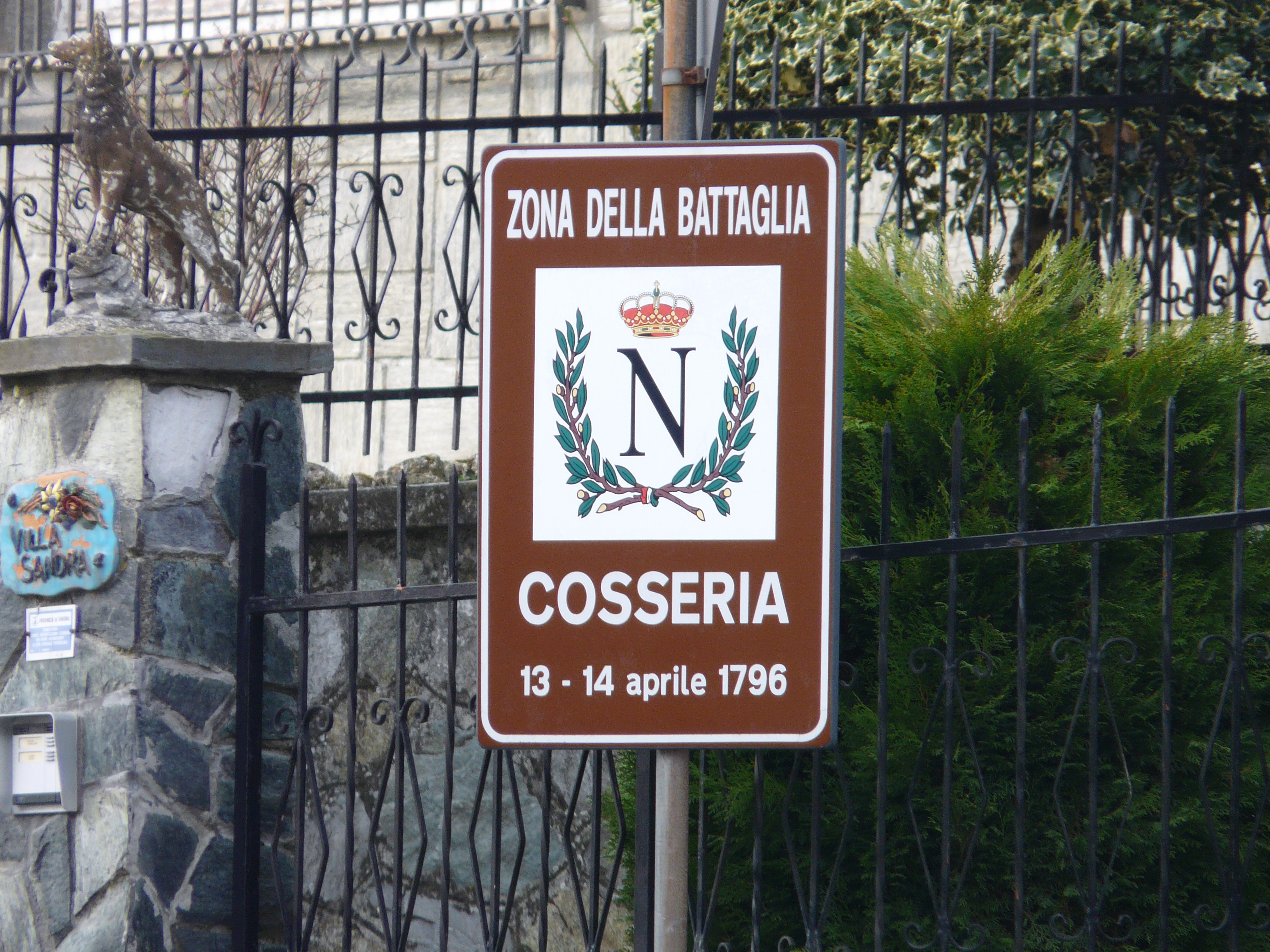
Cartello richiamante i fatti d'arme della napoleonica battaglia di Cosseria

Tra il XVI e il XVII secolo il territorio fu interessato dalle guerre tra i Francesi e gli Spagnoli; nel 1631, inoltre, anche a Cosseria una pestilenza causò la morte di una considerevole parte della popolazione. Nel 1738 il feudo di Cosseria passò al Regno di Sardegna.
Il 13 aprile 1796, dopo una sanguinosa battaglia, Napoleone Bonaparte vi sconfisse, nella cosiddetta battaglia di Millesimo, le truppe dell'esercito austro-sardo, pur protagonista di una difesa strenua (nella quale perse la vita - e passò alla storia per il suo valore - Filippo Del Carretto), aprendo con la vittoria l'occupazione e poi l'annessione alla Francia dei paesi montani della Liguria e del Basso Piemonte. Nello scontro armato perirono più di tremila soldati e altrettanti furono i feriti.
Con la dominazione francese il territorio di Cosseria rientrò dal 2 dicembre 1797 nel Dipartimento del Letimbro, con capoluogo Savona, all'interno della Repubblica Ligure. Dal 28 aprile 1798, con i nuovi ordinamenti francesi, rientrò nel VIII Cantone, capoluogo Carcare, della Giurisdizione delle Arene Candide e dal 1803 centro principale del VIII Cantone della Bormida Occidentale nella Giurisdizione di Colombo. Annesso al Primo Impero francese dal 13 giugno 1805 al 1814, fu inserito nel Dipartimento di Montenotte.
Nel 1815 fu inglobato nel Regno di Sardegna, così come stabilì il Congresso di Vienna del 1814, e successivamente nel Regno d'Italia dal 1861. Dal 1859 al 1927 il territorio fu compreso nel II mandamento di Millesimo del circondario di Savona, facente parte della provincia di Genova; nel 1927 anche il territorio comunale cosseriese passò sotto la neo costituita provincia di Savona.
Subì gli ultimi aggiustamenti al territorio comunale nel 1903 con l'aggregazione di alcune zone di Millesimo e ancora nel 1928 con la cessione di una parte del territorio in favore del medesimo comune millesimese.
Dal 1973 al 30 aprile 2011 ha fatto parte della Comunità montana Alta Val Bormida.

### Simboli
Stemma
Lo stemma si presenta interzato incappato alzato: d'azzurro, al torrione d'argento, diruto e privo di porta, fondato sulla collina di verde; la cappa destra, troncata d'azzurro e d'oro (antichi colori del comune); la cappa sinistra, d'oro a cinque bande di rosso (stemma della casata dei Del Carretto, signori di Cosseria). La torre rappresenta il castello di Cosseria, demolito nel XVII secolo, tra le cui rovine, il 13 e 14 aprile 1796 si svolse una sanguinosa battaglia fra le truppe di Napoleone Bonaparte e un manipolo di Granatieri di Sardegna e soldati croati agli ordini di Filippo del Carretto.
Gonfalone

Lo stemma e il gonfalone sono stati approvati con decreto del presidente della Repubblica del 28 marzo 1989.

## Monumenti e luoghi d'interesse

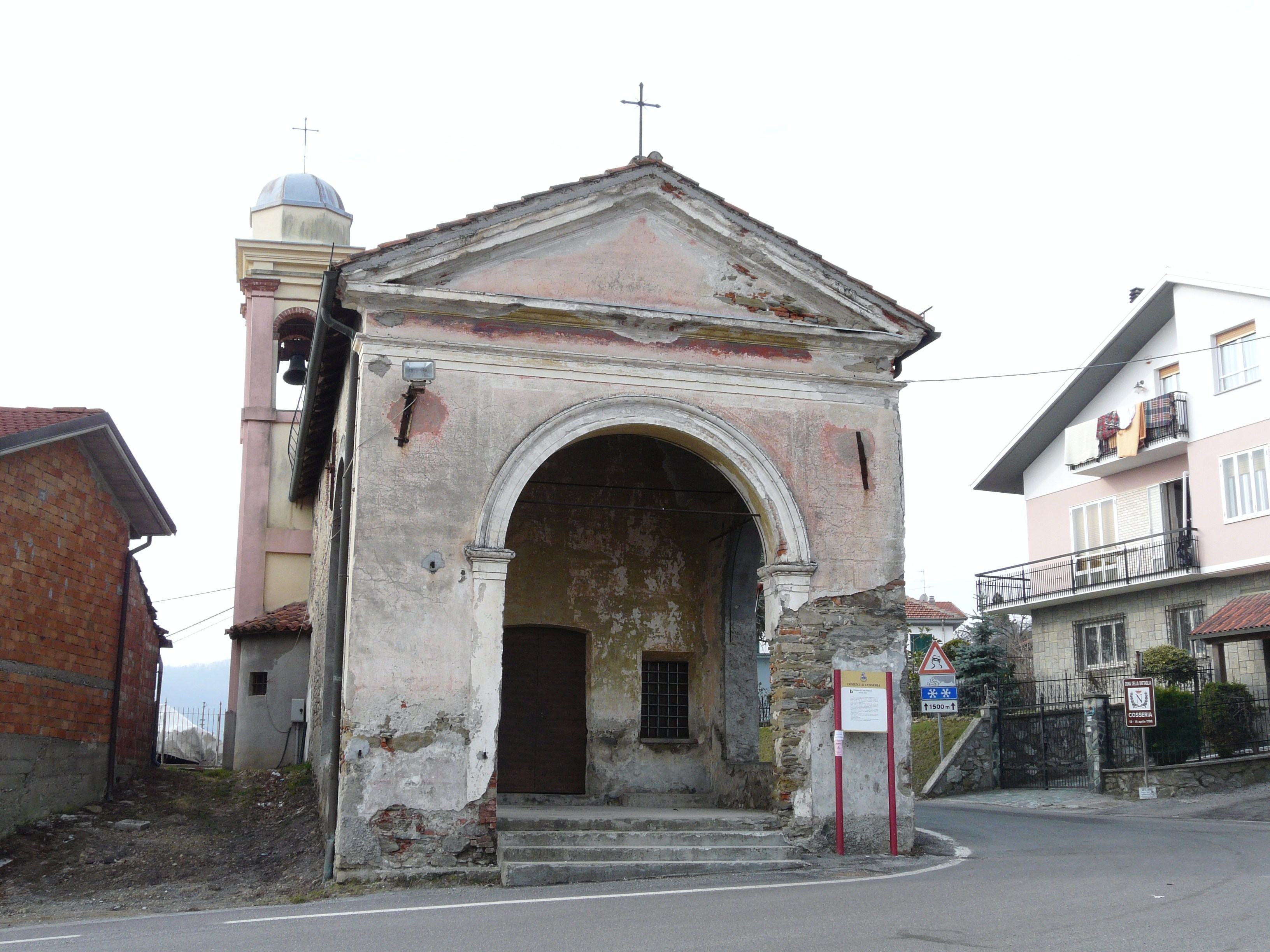
La chiesa di San Rocco

### Architetture religiose
- Chiesa parrocchiale dell'Immacolata Concezione nel capoluogo. La struttura venne ricostruita tra il 1656 e il 1660, da un edificio preesistente, e restaurata nel 1831. Di pregio il rosone posto sulla facciata della chiesa e gli affreschi (1515) nella sagrestia. Da notare l'organo a canne costruito dal bergamasco Pietro III Perolini (membro di una famiglia organara bergamasca) nel 1887-1888, riformato da Italo Romoli nel 1905, restaurato ad opera del maestro Graziano Interbartolo nel 2008.
- Chiesa di San Rocco nel capoluogo, risalente al XVII secolo, l'attuale struttura è il frutto di una rivisitazione di metà Ottocento con l'aggiunta del portico. Nella chiesa fu ospitato il comando delle truppe napoleoniche durante le fasi cruciali delle battaglie in val Bormida del 1796.
- Oratorio dei Disciplinanti nel capoluogo, del 1610, edificato nelle vicinanze della parrocchiale di Cosseria.
- Cappella dei Santi Cosma e Damiano in località Patetta.

### Architetture civili
- Ca' de Cöi nella località di Cuori, risalente al XIV secolo. La struttura presenta una bifora a lunetta di pietra e un portale in cotto ornato da motivi floreali; al centro del portale è raffigurato lo stemma araldico dei feudatari Del Carretto con l'affiancamento di due cuori, da cui deriverebbe la denominazione dell'edificio.
- Castello di Quassolo, Castello-villa in stile liberty, nella tenuta di Quassolo, dimora privata della famiglia Musso Piantelli. L'edificio, sovrastato da un'ampia cupola ottagonale, è interamente circondato un ambiente rurale risalente al periodo ottocentesco tra alberi monumentali (rovere, cedro, castagno e olmo) e flora tipica delle Langhe.

### Architetture militari
- Castello di Cosseria. Edificato nel XII secolo dalla famiglia Del Carretto e citato per la prima volta in un documento del 1256, la struttura consisteva in un'alta torre quadrata, a protezione dell'edificio residenziale e della cappella, un fossato e una scarpata racchiuso da una prima cinta muraria; quest'ultima fu innalzata ulteriormente nel XIV secolo, racchiudendo così una superficie di 7300 m². Dell'antico edificio rimane ad oggi qualche rudere di tratti di mura, della cappella e la parte inferiore della torre centrale. Le rovine sono state restaurate e messe in sicurezza tra il 2009 e il 2013.[15]

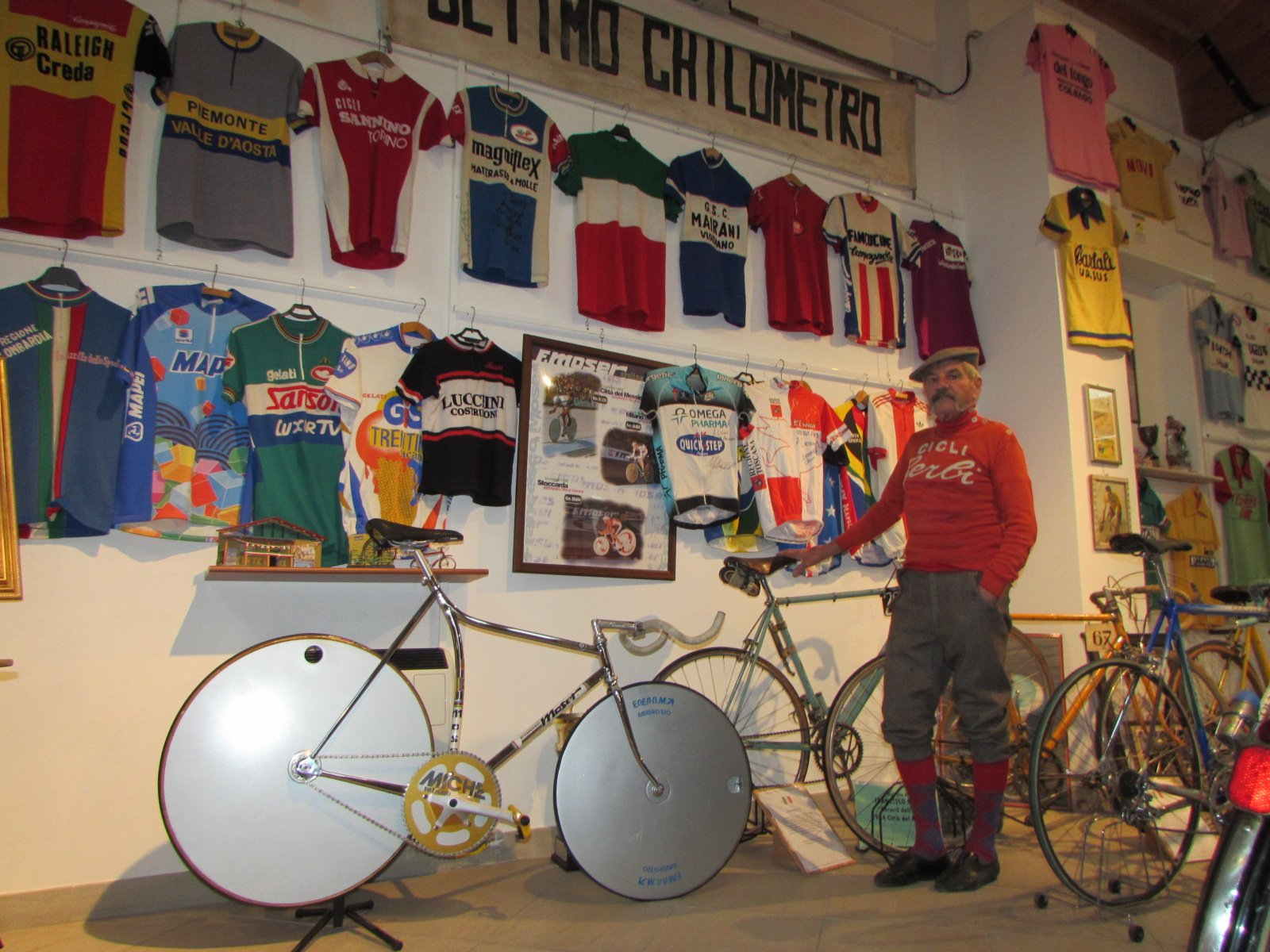
Interno del Museo della Bicicletta di Cosseria.

### Musei
- Museo della Bicicletta di Cosseria. Inaugurato nel 2010, il museo è situato nella vecchia scuola elementare di Cosseria e racchiude una cinquantina di biciclette da corsa della collezione privata di Luciano Berruti che vanno da fine 1800 ai primi anni '90. Tra gli oggetti esposti vi sono numerose maglie di importanti professionisti della storia del ciclismo come Francesco Moser, Gino Bartali e Fausto Coppi, la cyclette originale della Principessa Sissi e oggetti d'epoca inerenti al mondo della bicicletta e de L'Eroica.

## Società

### Evoluzione demografica
Abitanti censiti

### Etnie e minoranze straniere
Secondo i dati Istat al 31 dicembre 2019, i cittadini stranieri residenti a Cosseria sono 38.

## Cultura

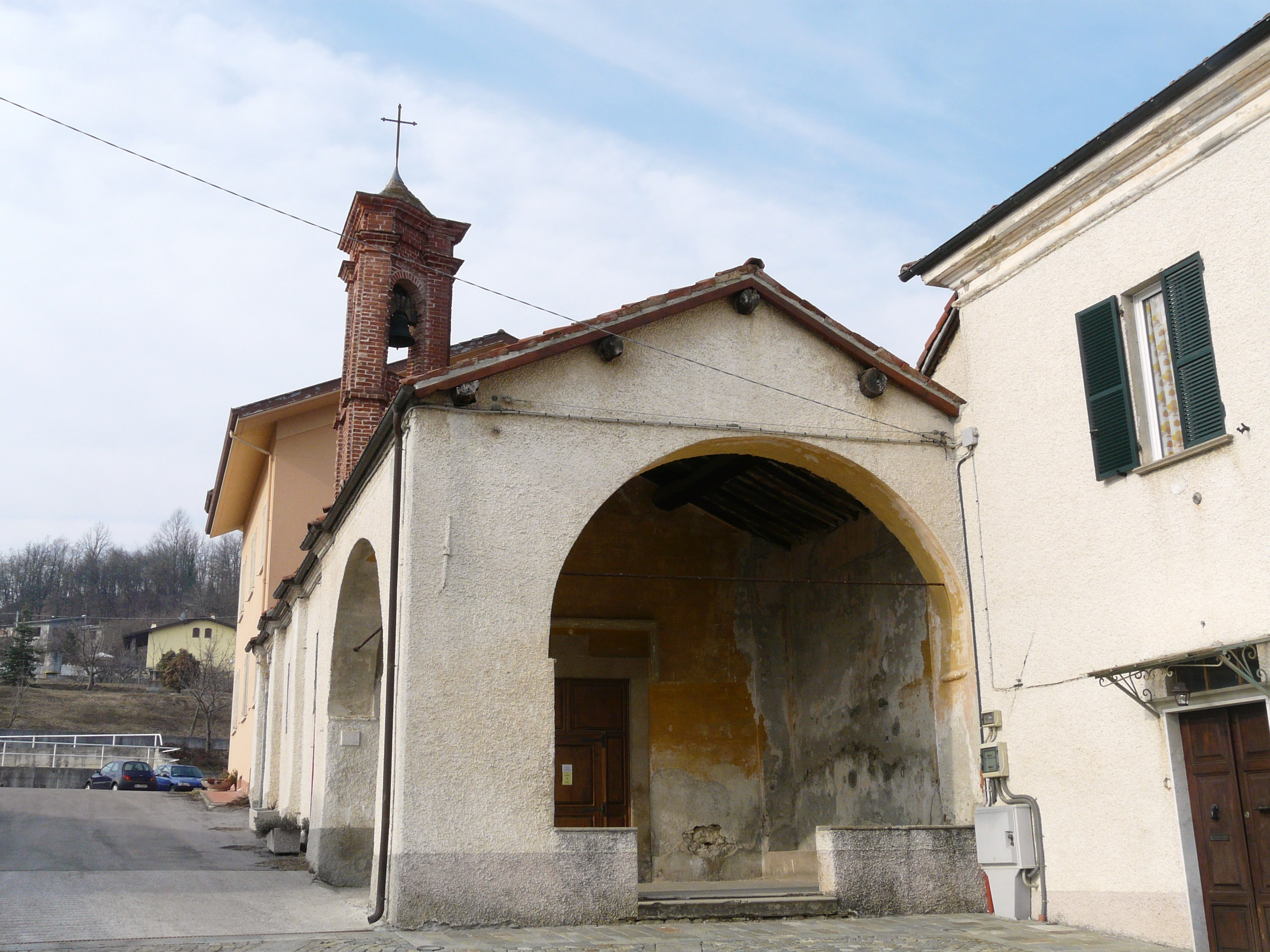
L'oratorio dei Disciplinanti

### Eventi
- "Palio dei Borghi" fra i rappresentanti delle diverse borgate la seconda metà di agosto.
- Nel 2006, in occasione del bicentenario della battaglia di Cosseria del 1796, il territorio ha visto una straordinaria rievocazione dell'evento napoleonico con la partecipazione di oltre cinquecento figuranti in scene di battaglia.

## Geografia antropica
Confina a nord con il comune di Cengio e Cairo Montenotte, a sud con Plodio e Carcare, ad ovest con Cengio e Millesimo, ad est con Cairo Montenotte e Carcare.

## Economia
Sul territorio è praticato l'allevamento del bestiame, da cui si ricavano prodotti caseari locali. Vengono inoltre praticate coltivazioni agricole, specie degli ortaggi e delle patate. Sono altresì presenti piccole e medie imprese artigianali operanti nei settori dei serramenti, del mobile e delle lavorazioni plastiche.

## Infrastrutture e trasporti

### Strade
Il centro di Cosseria è attraversato principalmente dalla strada provinciale 26 che gli permette il collegamento stradale con la strada provinciale 28bis del Colle di Nava, a sudovest verso Millesimo, e la provinciale 42 a nord verso Cengio. La provinciale 11 la collega inoltre con Plodio.

### Ferrovie
La stazione di Cosseria è stata attiva dal 1951 al 2003, anno della sua dismissione. Nonostante ciclicamente cittadini ed istituzioni prospettino una nuova apertura della stazione, quelle più vicine alla cittadina restano le stazioni di Cengio e San Giuseppe di Cairo.

## Amministrazione

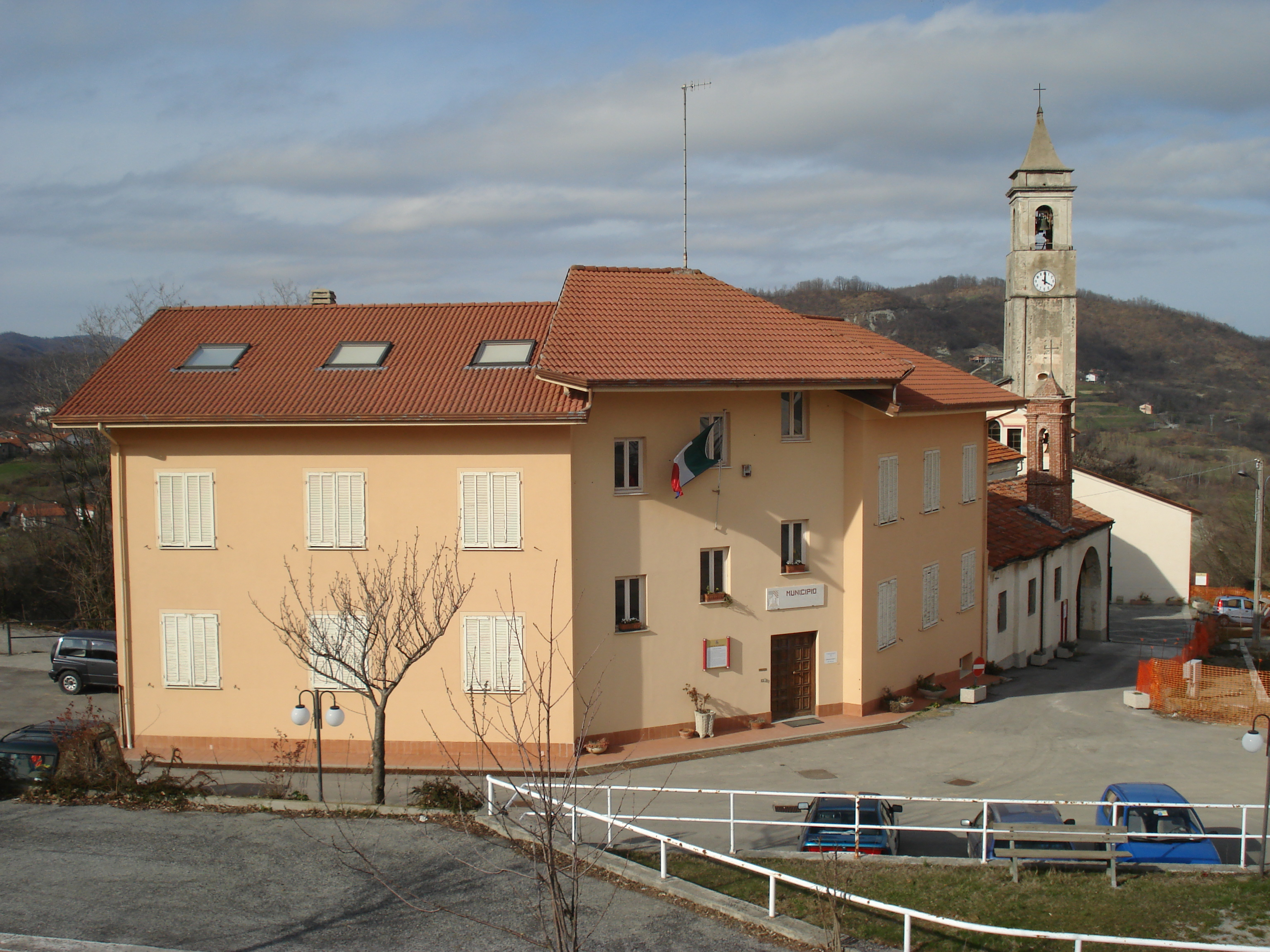
Il municipio

| Periodo        | Periodo        | Primo cittadino       | Partito                                           | Carica  | Note |
| -------------- | -------------- | --------------------- | ------------------------------------------------- | ------- | ---- |
| 11 giugno 1985 | 27 maggio 1990 | Bartolomeo Costamagna | lista civica                                      | Sindaco |      |
| 27 maggio 1990 | 24 aprile 1995 | Gianfranco Coriando   | Indipendente                                      | Sindaco |      |
| 24 aprile 1995 | 14 giugno 1999 | Cristina Guarise      | lista civica di centro-sinistra                   | Sindaco |      |
| 14 giugno 1999 | 14 giugno 2004 | Cristina Guarise      | lista civica di centro-sinistra                   | Sindaco |      |
| 14 giugno 2004 | 8 giugno 2009  | Gianni Cavallero      | Uniti per Cosseria (lista civica)                 | Sindaco |      |
| 8 giugno 2009  | 26 maggio 2014 | Andrea Berruti        | Uniti per Cosseria (lista civica)                 | Sindaco |      |
| 26 maggio 2014 | 27 maggio 2019 | Roberto Molinaro      | Cambiare Cosseria (lista civica di centro-destra) | Sindaco |      |
| 27 maggio 2019 | 10 giugno 2024 | Roberto Molinaro      | Cambiare Cosseria (lista civica di centro-destra) | Sindaco |      |
| 10 giugno 2024 | in carica      | Roberto Molinaro      | Cambiare Cosseria (lista civica di centro-destra) | Sindaco |      |